# Concetta Tomei
Concetta Tomei (* 30. Dezember 1945 in Kenosha, Wisconsin, USA) ist eine US-amerikanische Film- und Theaterschauspielerin.

## Biografie
Concetta Tomei wurde von ihrem künstlerisch interessierten Vater bereits früh mit der Schauspielerei in Verbindung gebracht. Sie absolvierte die University of Wisconsin, an der sie ihren Bachelor in Erziehungswissenschaften erlangte. Knapp vier Jahre arbeitete Tomei als Lehrerin an einer Schule in einem Vorort von Milwaukee, bis sie Ende der 1960er Jahre beschloss, es als Schauspielerin zu versuchen.
Sie zog nach Chicago und besuchte dort die Goodman School of Drama. Nachdem sie dort ihren Bachelor in Theaterwissenschaften erlangt hatte, stand sie in verschiedenen Theaterstücken, darunter A Streetcar Named Desire und The Corn Is Green auf der Bühne. In den 1970er Jahren erhielt Tomei Engagements am Broadway und stand unter anderem mit David Bowie in The Elephant Man auf der Bühne.
Ab 1985 stand Tomei auch vor der Kamera. Ihren Durchbruch erlangte sie 1986 in sechs Episoden der Fernsehserie Falcon Crest. Ihre Filmkarriere war bis auf wenige Ausnahmen auf Fernsehserien beschränkt. Einer ihrer bekannteren Spielfilme war der 1998 produzierte Katastrophenfilm Deep Impact. Gastauftritte hatte Tomei unter anderem in Serien wie Star Trek: Raumschiff Voyager, Eine himmlische Familie, King of Queens oder Für alle Fälle Amy.
Tomei ist mit einem Rechtsanwalt verheiratet.

## Filmografie (Auswahl)
- 1986: Falcon Crest (Fernsehserie, 6 Folgen)
- 1986: Tödliche Parties (Murder in Three Acts, Fernsehfilm)
- 1987: P.O.W. – Prisoner of War (In Love and War)
- 1991: Fast Food Family (Don't Tell Mom the Babysitter's Dead)
- 1997: Tango gefällig? (Out to Sea)
- 1998: Deep Impact
- 2003: Flight Girls (View from the Top)

## Theater (Auswahl)
- 1979: Little Eyolf (23rd Street Theater)
- 1979–1981: The Elephant Man (Booth Theatre)
- 1980: Goodbye Fidel (New Ambassador Theatre)
- 1981: Cloud 9 (Lucille Lortel Theatre)
- 1983: King Richard III (Delacorte Theater)
- 1983: A Private View (The Public Theater/Martinson Theater)
- 1983–1985: Noises Off (Brooks Atkinson Theatre)
- 1984: Fen (The Public Theater/Newman Theater)
- 1985: The Normal Heart (The Public Theater/LuEsther Hall)
- 2006: The Clean House (Mitzi E. Newhouse Theater)
- 2007–2008: Cyrano de Bergerac (Richard Rodgers Theatre)
- 2009: In the Daylight (McGinn-Cazale Theatre)